# Pál Szinyei Merse

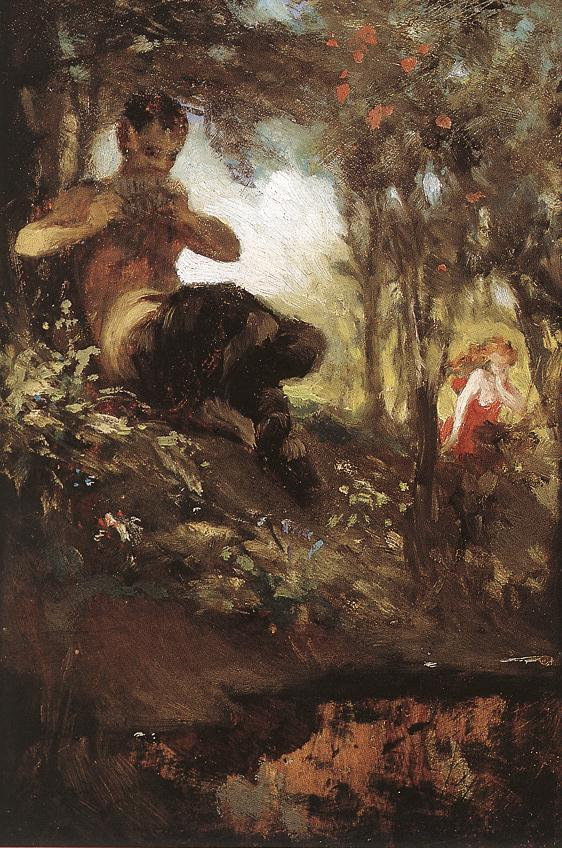

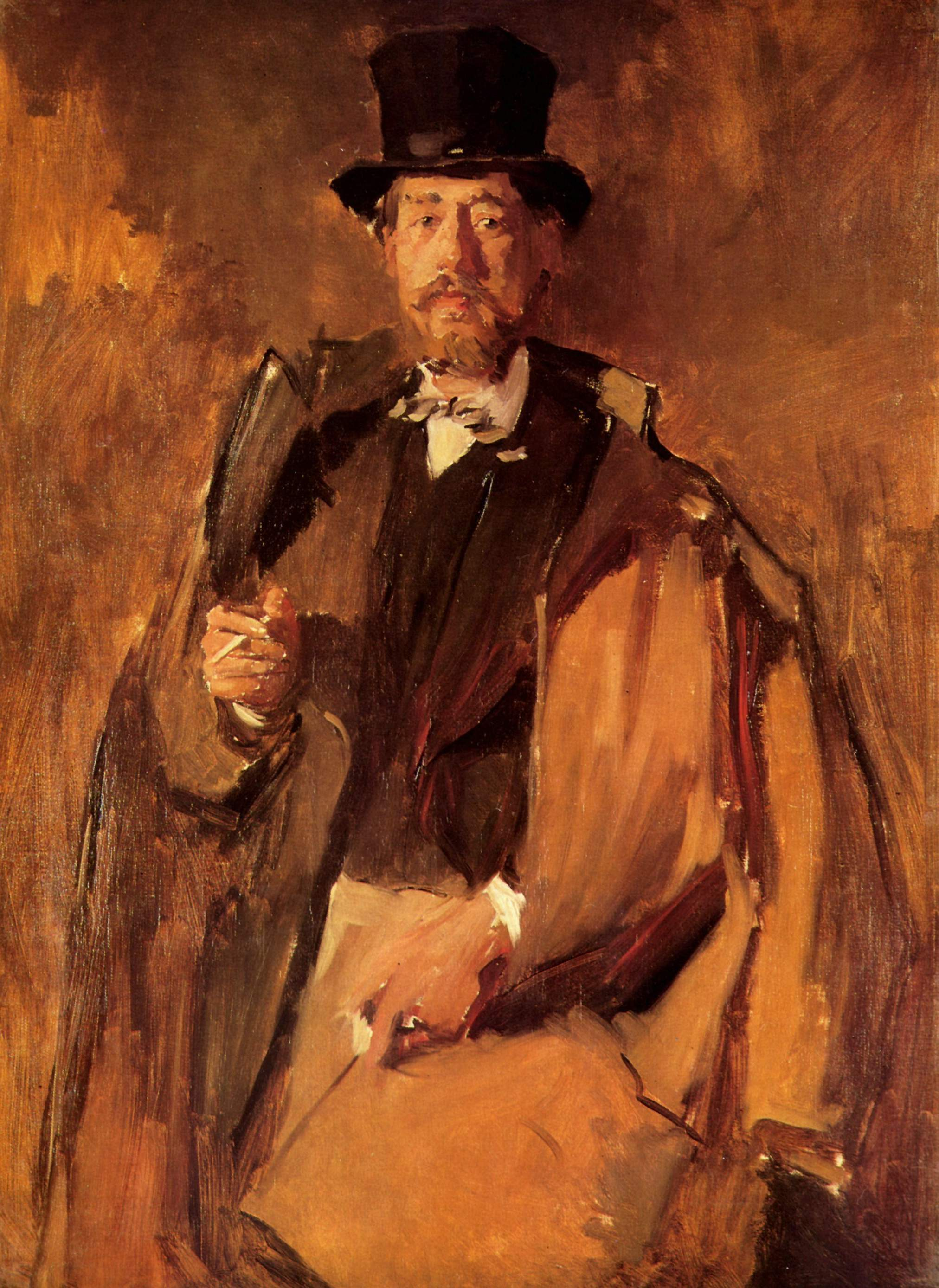
Pál Szinyei Merse od Wilhelma Leibla, 1869.

Pál Szinyei Merse (též Paul von Szinyei-Merse nebo Szinyei Merse Pál) (4. července 1845, Chminianska Nová Ves – 2. února 1920, Jarovnice) byl uherský (maďarský) malíř. Patřil k průkopníkům impresionismu v Uhersku a celé střední Evropě.
Malířství studoval na Akademii v Mnichově u Sándora Wagnera a od roku 1867 u Karla von Piloty.
Jeho nejdůležitější dílo Snídaně v přírodě(1872-73)zůstalo nepochopeno jeho současníky. Proto se Pál Merse stahuje do ústraní a na čas přestává malovat. žije životem uherského šlechtice a zasedá v uherském parlamentu (1879-1901). Po svém více než dvacetiletém angažmá v parlamentu se opět věnuje umění. Slaví úspěchy v Paříži, Mnichově, Berlíně i Římě a jeho přátelé jej i přesvědčí, aby svou Snídani vystavil znovu v Budapešti a ona je publikem přijata s nadšením. V rámci impresionismu vyvíjí svůj osobitý styl typický hrou s barvami a se světlem. Roku 1905 se stává ředitelem Akademie výtvarných umění v Budapešti. Zakládé první uherskou Společnost moderního umění a Kroužek uherských impresionistů. Hned po jeho smrti v roce 1920 zakládají jeho studenti Společnost Szenei Merse, která měla pak na umění v Maďarsku vliv v době mezi světovými válkami.